# Бирюлёвский ручей
Бирюлёвский ручей — водоток в районе Бирюлёво Восточное Южного административного округа города Москвы, проходит в области особо охраняемой природной территории «Природно-исторический парк „Царицыно“», по западной окраине Бирюлёвского дендропарка вдоль Липецкой улицы, впадает в реку Черепишку. В бассейне Бирюлёвского ручья расположены пять прудов дендропарка: Верхний, Шоколадка, Круглый, Нижний и Внутренний.

## Этимология
Ручей получил своё название по деревне Бирюлёво, которая находилась на реке Чертановке возле Битцевского леса в 4—6 км северо-западнее.

## История
В 1998 году постановлениями Правительства Москвы от 29 декабря № 1012 «О проектных предложениях по установлению границ особо охраняемых природных территорий» и от 21 июля № 564 «О мерах по развитию территорий природного комплекса Москвы» долина Бирюлёвского ручья вошла в территорию природно-исторического парка «Царицыно», а в 2004 году получила статус памятника природы регионального значения.
В 2006—2008 году на Бирюлёвском ручье проводили природоохранные мероприятия и работы по экологической реабилитации. Департамент природопользования и охраны окружающей среды объявлял о намерении в 2017 году благоустроить Бирюлёвские пруды, через которые проходит ручей. В ходе работ установили террасы с беседками у воды, а также смотровые площадки с панорамными видами и места для пикников.

## Описание
Бирюлёвский ручей был левым притоком Язвенки. Около 1685 года князем Василием Васильевичем Голицыным была построена Черногрязская плотина между Верхним и Нижним Царицынскими прудами. В результате этого Верхний пруд занял пойму Городёнки и Язвенки, и Бирюлёвский ручей стал впадать в Верхний Царицынский пруд.
Ручей начинается в Бирюлёвском дендропарке возле вершины Бирюлёвского холма, в 570 метрах восточнее от главного входа. Протекает на запад через три парковых пруда — Верхний, Шоколадку и Круглый, поворачивает на север и проходит через Нижний пруд, принимает справа сток с Внутреннего пруда и Безымянного оврага. Недалеко от устья этого оврага сливается с Черепишкой. Длина Бирюлёского ручья в качестве притока Черепишки составляет 1,8 км, в качестве притока Язвенки — 3,1 км.